# 托马什·托米亚克
托马什·托米亚克（波蘭語：Tomasz Tomiak，1967年9月17日—2020年8月21日），波兰男子赛艇运动员。他曾代表波兰参加1992年夏季奥林匹克运动会赛艇比赛，获得男子四人单桨有舵手铜牌。